# Polyardis bispinosa
Polyardis bispinosa är en tvåvingeart som först beskrevs av Boris Mamaev 1963.  Polyardis bispinosa ingår i släktet Polyardis och familjen gallmyggor. Arten är reproducerande i Sverige. Inga underarter finns listade i Catalogue of Life.